# 筆

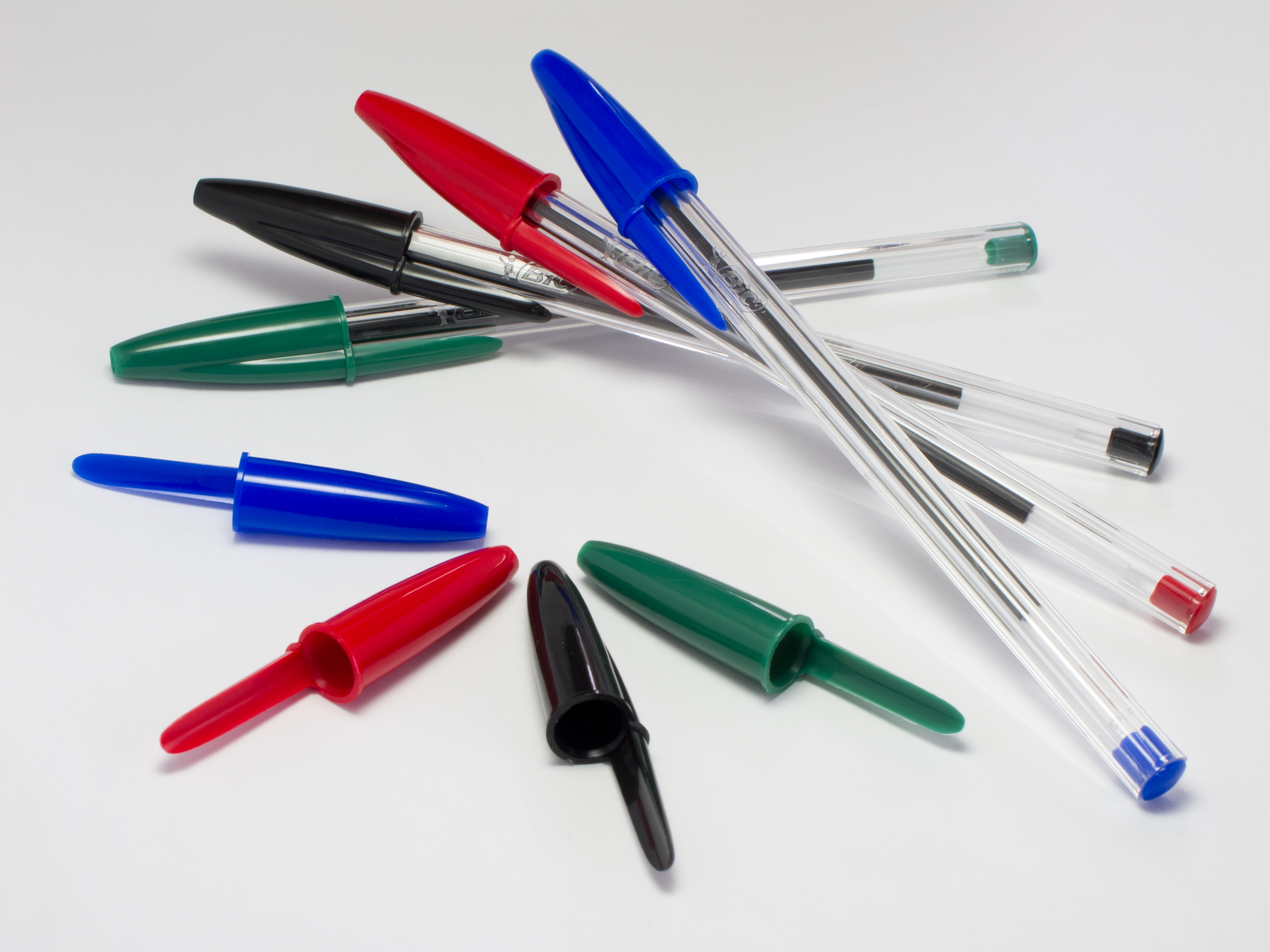
圆珠笔

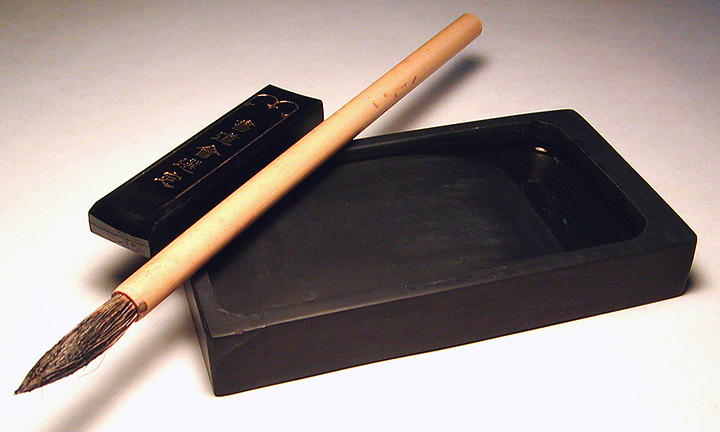
毛筆

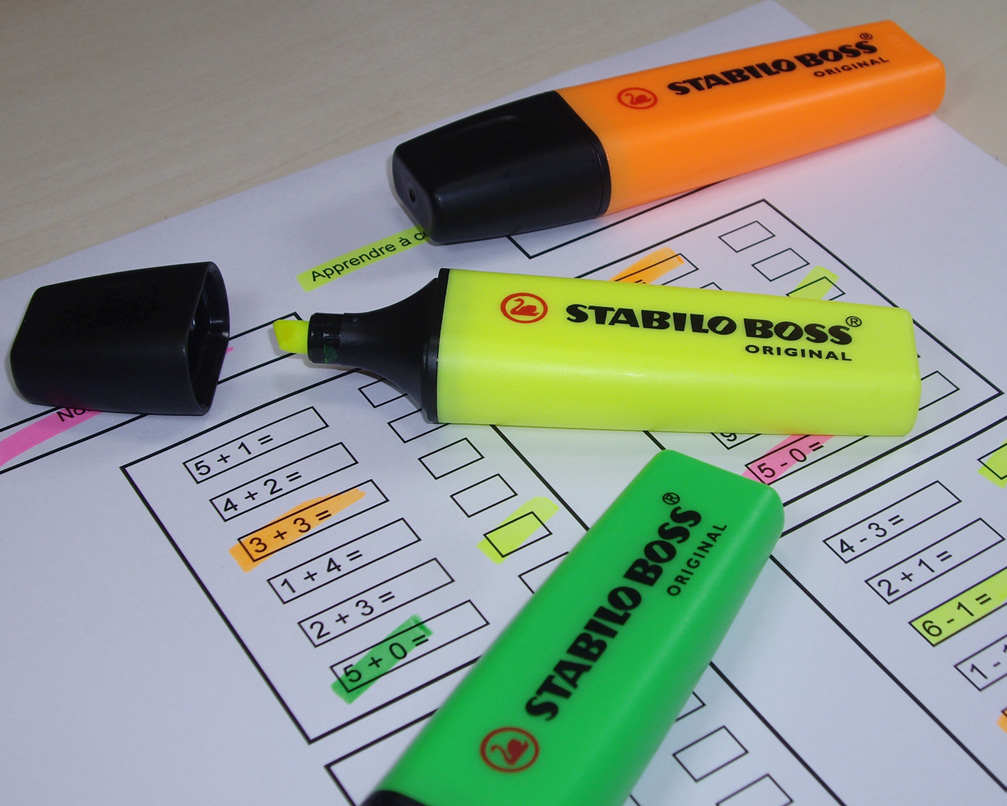
螢光筆

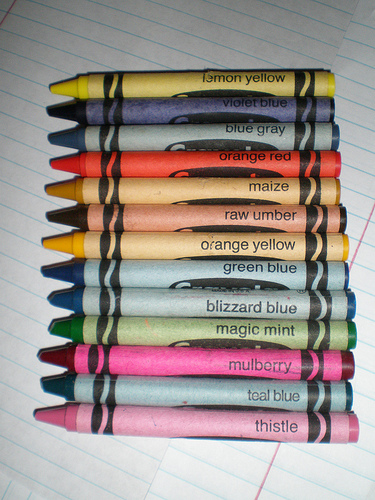
蠟筆

筆，又称笔具，书写工具，阅读工具，拼字工具，写器，读器，或字器，是大部分用于書寫或绘画之工具的统称。筆的歷史可追溯至舊石器時代，在古埃及時代，蘆葦筆成為在莎草紙上書寫的工具。

## 按使用場景分類

### 一般使用的
- 原子筆（鋼珠筆/圆珠筆）
- 鉛筆
- 自動鉛筆
- 鋼筆
- 簽字筆
- 螢光筆
- 粉筆
- 白板筆
- 科學毛筆

### 藝術使用
- 粉彩筆
- 蠟筆
- 炭筆
- 水彩筆
- 油畫筆
- 麥克筆
- 毛筆：又分為大楷、中楷、小楷
- 針筆
- 代針筆
- 油漆筆
- 彩色鉛筆
- 彩色筆
- 油粉彩

### 特殊使用
- 雷射筆
- 紋身筆
- 隱形墨水筆
- 改錯筆

## 外部鏈接
维基共享资源上的相關多媒體資源：筆